# Košnica, Šentjur
Košnica je naselje v Občini Šentjur.